# Мамри
Мамри (пољ. Mamry) је друго по величини језеро у Пољској (одмах после језера Сњардви). Налази се у Крају Великих Мазурских језера.
Површина језера износи 104 km². Максимална дубина је 44 метара а средња дубина износи 11 m.
Мамри се састоје из 6 међусобно повезаних језера (Северни Мамри, Кирсајти, Касајно, Даргин, Свјецајти и Добскје). У језеру се налази 33 острва укупне површине 213 ha. Из језера Мамри истиче река Вегорапа.
Нека од 33 острва у језеру која се налазе на језеру Северни Мамрии и Касајно чине резерват за птице.